# يوهان مارتن أوغستين شولتس
يوهان مارتن أوغستين شولتس (بالألمانية: Johann Martin Augustin Scholz)‏ (و. 1794 – 1852 م) هو مترجم ألماني، توفي في بون، عن عمر يناهز 58 عاماً.

## التعليم
تعلم في جامعة فروتسواف، وتعلم في جامعة فرايبورغ
.